# Éliane Gluckman
Pour les articles homonymes, voir Gluckman.
Éliane Gluckman, née le 25 février 1940 à Paris, est une médecin et chercheuse française de l'Inserm à l'hôpital Saint-Louis de Paris.

## Biographie
Son père, médecin juif venu de Pologne, fait des recherches en gastro-entérologie. Mort pendant la guerre, sa mère souhaite qu'elle prenne la suite.
Elle est externe auprès de Georges Mathé qui l'introduit à l'hématologie, puis interne chez le professeur Jean Bernard. Elle rencontre Jean Dausset qui travaille sur la greffe et a découvert le système HLA. En 1972, elle travaille en postdoctorat comme chercheuse à Seattle sous la supervision du prix Nobel Edward Donnall Thomas.
Après son retour en France, elle dirige le service de transplantation de Jean Bernard. Elle est nommée professeur d'hématologie en 1976 et  dirige depuis le département de Transplantation de moëlle osseuse à l'hôpital Saint-Louis.
Professeur émérite à l’université Paris Diderot et médecin des hôpitaux à l’Hôpital Saint-Louis de Paris, elle est une spécialiste de la greffe des cellules souches du sang.
En 2010, elle reçoit le prix d'honneur de l'Institut national de la santé et de la recherche médicale.
Depuis 2013, elle anime une équipe de recherche au sein du Département de biologie médicale du Centre scientifique de Monaco , permettant ainsi la gestion de l’Observatoire International sur la Drépanocytose : Monacord. 

## Apport scientifique
Assistée par son équipe, elle a mené la première greffe mondiale de sang de cordon chez l'humain, en 1987 ce qui lui permet de guérir un enfant atteint d'anémie de Fanconi. Elle est aussi connue pour l'importance de ses travaux en matière de transplantation. Avec l'aide de Hal Broxmeyer, elle a pu démontrer que le sang de cordon pouvait être utilisé comme une source de cellules souches hématopoïetiques. Éliane Gluckman continue ses recherches sur la transplantation de sang de cordon, ainsi que sur les maladies congénitales de la moelle osseuse.
Elle s'investit dans l'association Cordon Source de vie avec la sénatrice Marie-Thérèse Hermange.

## Décorations
- Grand officier de l'ordre national du Mérite le 2 mai 2017 (commandeur du 22 septembre 2010)[7]